# نووچیشما
نووچیشما (به لاتین: Novochishma) یک منطقهٔ مسکونی در روسیه است که در باشقیرستان واقع شده‌است.